# Lucien Hénault
Lucien Ambroise Hénault (Bazoches-en-Dunois, 30 de enero de 1823-París, 30 de enero de 1908) fue un arquitecto y académico francés, destacado por construir y diseñar varios de los principales edificios de Santiago de Chile de mediados del siglo XIX.

## Biografía
Era hijo de François Denis Hénault y Marie Madeleine Doussain. Entre 1844 y 1853 estudió en la Escuela de Bellas Artes de París (École nationale supérieure des beaux-arts), en la que fue un alumno destacado, obteniendo en 1852 una medalla por su proyecto para una villa en Choisy. Su mentor fue el arquitecto y profesor Louis-Hippolyte Lebas.
Fue contratado por el Gobierno de Chile el 31 de octubre de 1856, a través de su ministro plenipotenciario en Francia, Manuel Blanco Encalada, para asumir como arquitecto oficial del gobierno tras la muerte del también francés François Brunet de Baines en 1855.
Su primera tarea fue continuar con la construcción de edificios públicos de la ciudad de Santiago de Chile, como el Teatro Municipal de Santiago (entre 1856 y 1857), el Congreso Nacional (desde 1857 e interrumpida en 1860) y el Palacio Arzobispal de Santiago (entre 1869 y 1870). Paralelamente a ello asumió la dirección de la Escuela de Arquitectura.
En 1857 se le encargó el diseño de la Casa Central de la Universidad de Chile, que comenzó a construirse en 1863 por Fermín Vivaceta, uno de los primeros arquitectos chilenos, discípulo suyo y de Brunet de Baines. Otras obras de Hénault en Chile fueron la Iglesia de los Sagrados Corazones de Valparaíso, la Iglesia de La Gratitud Nacional, la Ermita y la Capilla del cerro Santa Lucía, el Palacio Pereira y el Palacio Larraín Zañartu.
En 1872 dejó Chile para volver a Francia. En París contrajo matrimonio en dos oportunidades: la primera con Marie Louise Isaline Marguin, el 8 de enero de 1878; la segunda el 4 de marzo de 1893 con Marcelle Polo. Falleció en la capital francesa en enero de 1908.